# Hinacourt

Hinacourt este o comună în departamentul Aisne din nordul Franței. În 1 ianuarie 2022 avea o populație de 28 de locuitori.